# Kálnica
Kálnica (ungarisch Kalános – bis 1907 Kálnic) ist eine Gemeinde im Westen der Slowakei mit 995 Einwohnern (Stand 31. Dezember 2024), die zum Okres Nové Mesto nad Váhom, einem Teil des Trenčiansky kraj gehört.

## Geographie

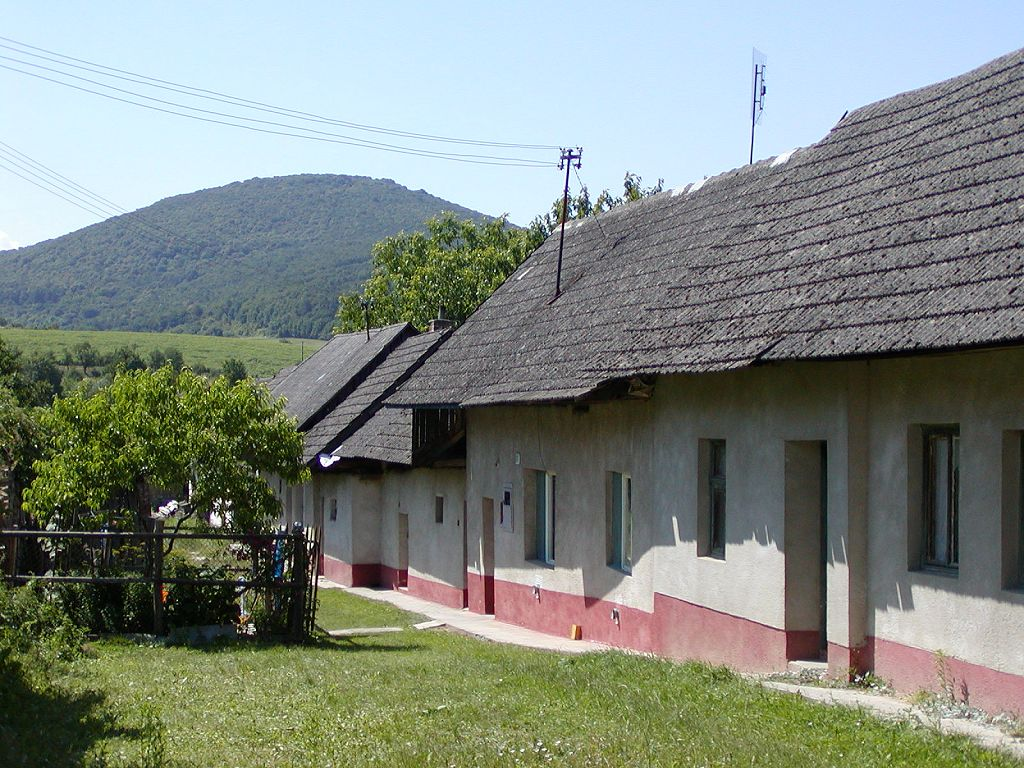
Häuser in Kálnica

Die Gemeinde befindet sich im am nördlichen Ende des Donauhügellands unterhalb des östlich verlaufenden Gebirges Považský Inovec. Durch den Ort fließt der Bach Kalnický potok, der wenige Kilometer flussabwärts in die Waag mündet. Die für Landwirtschaft geeigneten Böden sind mittelmäßig fruchtbar. Der höchste Punkt der Gemeinde liegt am Berg Ostrý vrch (910 m n.m.) Das Ortszentrum liegt auf einer Höhe von 215 m n.m. und ist sieben Kilometer von Nové Mesto nad Váhom sowie 25 Kilometer von Trenčín entfernt. 

## Geschichte
Der Ort wurde zum ersten Mal 1396 als Kabucza schriftlich erwähnt. Die Geschichte ist eng mit jener der nahen Burg Beckov auf Grund der Zugehörigkeit zu deren Gut verknüpft. Durch komplizierte Machtverhältnisse entstanden später zwei Ortsteile, die sich erst 1888 wieder zusammenschlossen: Panská Kálnica und Rožnova Kálnica. Beide Orte blieben landwirtschaftlich geprägt und damals waren auch Weinbau, Fischerei, Weberei und Herstellung von Holzprodukte verbreitet.

## Bevölkerung
| Jahr                | 1994 | 2004    | 2014    | 2024    |
| ------------------- | ---- | ------- | ------- | ------- |
| Anzahl der Personen | 986  | 1047    | 1033    | 995     |
| Unterschied         |      | +6,18 % | −1,33 % | −3,67 % |

| Jahr                | 2023 | 2024    |
| ------------------- | ---- | ------- |
| Anzahl der Personen | 1006 | 995     |
| Unterschied         |      | −1,09 % |

Ergebnisse nach der Volkszählung 2001 (1033 Einwohner):
| Nach Ethnie: - 98,90 % Slowaken - 0,60 % Tschechen - 0,10 % Magyaren | Nach Konfession: - 57,33 % evangelisch - 25,92 % römisch-katholisch - 12,96 % konfessionslos - 3,59 % keine Angabe |

## Persönlichkeiten
- Milan Ivana (* 1983), slowakischer Fußballspieler